# Oprisavci
Oprisavci è un comune della Croazia di 2 942 abitanti della regione di Brod e della Posavina.
Il nuovo Ponte di Svilaj permette il collegamento con la Bosnia-Erzegovina.